# Fumio Sasahara
Fumio Sasahara –en japonés, 笹原 富美雄, Sasahara Fumio– (28 de marzo de 1945) es un deportista japonés que compitió en judo. Ganó dos medallas de oro en el Campeonato Mundial de Judo en los años 1969 y 1971.
Participó en los Juegos Olímpicos de Múnich 1972, donde finalizó decimotercero en la categoría de –93 kg.

## Palmarés internacional
| Campeonato Mundial | Campeonato Mundial        | Campeonato Mundial | Campeonato Mundial |
| Año                | Lugar                     | Medalla            | Categoría          |
| ------------------ | ------------------------- | ------------------ | ------------------ |
| 1969               | Ciudad de México (México) | Medalla de oro     | –93 kg             |
| 1971               | Ludwigshafen (RFA)        | Medalla de oro     | –93 kg             |